# 久保直人 (作曲家)
久保 直人（くぼ なおと）は、任天堂の企画制作部に所属する日本のゲーム音楽の作曲家、編曲家。

## 経歴
バークリー音楽大学に進学後、2008年に卒業し2010年にアルゼゲーミングテクノロジーズに入社、2013年12月に任天堂へ入社。2017年発売の『スーパーマリオ オデッセイ』では作曲とともに他の作曲家のとりまとめ役も担当した。

## 作品
- 進め!キノピオ隊長（2014年） - 横田真人と共同。
- ゼルダの伝説 ムジュラの仮面 3D（2015年） - 追加スタッフロール曲を作曲[5]。
- スーパーマリオメーカー（2015年） - 近藤浩治、早崎あすかと共同。
- スーパーマリオ オデッセイ（2017年） - 横田真人、藤井志帆、近藤浩治と共同。
ボーカル曲「Jump Up, Super Star!」「Break Free (Lead the Way)」の作曲も担当。
- 大乱闘スマッシュブラザーズ SPECIAL（2018年） - アレンジ曲を提供。